# El Carpio
El Carpio er en by og kommune i det sydlige Spanien i provinsen Córdoba. Den har et indbyggertal på 4.325 (2024) indbyggere.